# Vrachonisída Strongylí (ö i Grekland, lat 35,44, long 27,02)
Vrachonisída Strongylí är en ö i Grekland.   Den ligger i prefekturen Nomós Dodekanísou och regionen Sydegeiska öarna, i den sydöstra delen av landet, 400 km sydost om huvudstaden Aten.